# Юбилейный год
Юбиле́йный год — установленный Моисеем пятидесятый год, когда заложенные земли возвращались владельцам, а рабы получали свободу. Один из институтов социального законодательства Библии. В число 613 заповедей Торы входят: заповедь отсчитывать пятьдесят лет, заповедь об освящении пятидесятого года (то есть прекратить возделывание земли), заповедь трубить в бараний рог в пятидесятый год в Судный день.

И насчитай себе семь субботних лет, семь раз по семи лет, чтоб было у тебя в семи субботних годах сорок девять лет; и воструби трубою в седьмой месяц, в десятый [день] месяца, в день очищения вострубите трубою по всей земле вашей; и освятите пятидесятый год и объявите свободу на земле всем жителям её: да будет это у вас юбилей; и возвратитесь каждый во владение своё, и каждый возвратитесь в своё племя. Пятидесятый год да будет у вас юбилей: не сейте и не жните, что само вырастет на земле, и не снимайте ягод с необрезанных лоз её, ибо это юбилей: священным да будет он для вас; с поля ешьте произведения её. В юбилейный год возвратитесь каждый во владение своё.
— Лев. 25:9
Название «юбилей», служит передачей не еврейского, а латинского слова jubilaeus, заключающего в себе мысль о радостном восклицании. Еврейское же название юбилея — йовел, которое происходит от йовал («утёк, ушёл»). В Септуагинте ένιαυτς άφέσεως — «лето оставления», освобождения, год свободы (Лев. 25:10—12; ср. Иез. 46:17). Впрочем, еврейское слово йовел многие объясняют, по буквальному его значению (от יבל‎, йовел — «труба, трубный звук», Исх. 19:13), как «год звука», а именно трубного звука, которым возвещалось начало пятидесятого года, время свободы рабам (Лев. 25:9, 10).

## Древний Рим
У древних римлян через каждые сто лет совершались особого рода «столетние игры» (ludi saeculares). В эти праздники совершались молитвы богам-покровителям о процветании империи и всего римского народа и в продолжение трёх дней и ночей, при громких звуках музыкальных инструментов, давались различные представления в храмах и публичных местах.

## В авраамических религиях

### Католицизм
В христианстве считается, что Юбилейный год был прообразом времени пришествия Мессии, наступления Лета Господня (Ис. 61:2; Лк. 4:19). Юбилейный год в католицизме — год, в течение которого допускается возможность получения полной индульгенции, то есть прощения всех временных наказаний за грехи. Впервые Святой год был отмечен в 1300 году по постановлению папы Бонифация VIII. Юбилейные годы должны были отмечаться каждые 100 лет, в начале нового столетия. В 1343 году папа Климент VI решил отмечать юбилей каждые 50 лет, и 1350 год был объявлен Юбилейным. В 1389 году папа Урбан VI уменьшил промежуток между Юбилейными годами до 33 лет (в честь земной жизни Христа). Этот перенос, вызвавший сначала толки, был сделан папой Урбаном VI с целью пополнения казны.
В 1470 году папа Павел II принял новое постановление, Юбилейные годы должны отмечаться каждые 25 лет, чтобы каждое новое поколение могло принять участие в юбилее; возникла традиция, обязывающая отмечать Юбилейные годы в начале каждой четверти века. Кроме этого, папы римские несколько раз пользовались своим правом объявлять внеочередной Юбилейный год.
Католическая церковь связывала с юбилейными годами получение полных индульгенций, то есть полную отмену временных наказаний за грехи. В 1300 году полная индульгенция даровалась католикам, которые раскаялись и исповедались в своих грехах и посетили собор Святого Петра и базилику Апостола Павла за городскими стенами. Среди людей, принявших участие в таком паломничестве первого Юбилейного года (1300), можно назвать Чимабуэ, Джотто, Карла Валуа, Данте Алигьери, который упоминает об этом в «Божественной комедии» в главе XXXI «Рай». В 1389 году папа Урбан VI для обязательного паломничества добавил Латеранскую базилику и базилику Санта-Мария-Маджоре.
Точные условия для получения юбилейной индульгенции определяет римский понтифик, и они, как правило, объявляются в специальной папской булле. Основные условия обычно не изменяются: исповедь, причастие и посещение четырёх базилик в течение определённого периода времени.
В четырёх патриарших базиликах Рима паломникам необходимо во время посещения пройти через так называемые «Святые врата» (Santa Porta), священные двери, установленные рядом с основными, которые открываются только в официальный Юбилейный год. Они символизируют прощение и милость Божью ко всем грешникам, которые открыты и доступны для них во время Священного года. Святые двери открывает в начале года и закрывает в конце года сам папа римский. В юбилейные годы количество верующих, посещающих Рим, увеличивается в несколько раз.
В начале 2000 года, названного «Великим юбилейным», папа Иоанн Павел II впервые в истории произнёс пространную покаянную формулу-молитву Mea culpa («Мой грех») от имени Католической церкви с просьбой о прощении грехов, совершённых членами Католической церкви на протяжении истории.
В апреле 2015 года папа Франциск объявил о проведении внеочередного Юбилейного года с 8 декабря 2015 года по 20 ноября 2016 в память 50-й годовщины окончания Второго Ватиканского собора и посвятил его Божественному милосердию. В этот Юбилейный год католикам для получения полной индульгенции, кроме исповеди, причастия, прочтения Символа веры, молитвы за папу римского и его нужды, необходимо было пройти через любые Святые врата, открытые в четырёх папских базиликах, а также в каждом кафедральном соборе мира и в храмах, выбранных по постановлению епархиального епископа.
Следующие годы XIX—XXI столетий были объявлены юбилейными:
- 1900: 25 декабря 1899 — 25 декабря 1900
- 1925: 25 декабря 1924 — 25 декабря 1925
- 1933: (внеочередной)
- 1950: 25 декабря 1949 — 25 декабря 1950
- 1975: 25 декабря 1974 — 25 декабря 1975
- 1983: (внеочередной) Великий четверг 1983 — Пасхальное воскресенье 1984
- 2000: 25 декабря 1999 — 6 января 2001
- 2016: (внеочередной) 8 декабря 2015 — 20 ноября 2016
- 2025: 24 декабря 2024 — 6 января 2026

### Иудаизм
Юбилейный год в иудаизме, наступавший один раз в 50 лет и связанный с особым отношением к имуществу. У евреев юбилейный год имеет своё начало в Книге Левит Ветхого Завета Библии: «и освятите пятидесятый год и объявите свободу на земле всем жителям её: да будет это у вас юбилей; и возвратитесь каждый во владение своё, и каждый возвратитесь в своё племя» (Лев. 25:10). Слово יובל‎ (иовел) означает звук шофара, бараньего рога, оглашавшего наступление Юбилейного года. В течение всего года работа на полях приостанавливалась, а рабы отпускались на свободу. Проданные или заложенные дома, находящиеся в стенах города в Юбилейный год, не отходили исконному владельцу, а дома вне стен приравнивались к полям и возвращались ему (Лев. 25:30, 31).